# بیلی اگرتون
بیلی اگرتون (انگلیسی: Billy Egerton؛ 1891 – ۱۹۳۴ (۴۲−۴۳ سال)) بازیکن فوتبال اهل بریتانیا بود.
از باشگاه‌هایی که در آن بازی کرده‌است می‌توان به باشگاه فوتبال لینکولن سیتی و باشگاه فوتبال بولتون واندررز اشاره کرد.